# Список персонажей «Майти Буш»
Персонажи комедийного сериала Майти Буш

## Главные персонажи

### Говард Мун (Howard Moon)
Роль исполняет Джулиан Бэррэтт.
Говард — стремящийся музыкант, актер, поэт, романист и фотограф. В первом сезоне он работает в зоопарке, вместе с Винсом. Во втором — Говард и Винс покинули зоопарк и сформировали группу. Говард часто вносит возмутительные претензии, которые, как правило, оказывается верны (например, он утверждает, что отклонил прибыльное предложение от Уолта Диснея, которое заключалось в сортировке всех фломастеров Диснея). Он реагирует на критику яростно, к примеру, он ударил миссис Гидеон, когда она поправила его. Его любимый стиль музыки — джаз, и он тратит часть каждого дня в «джазовом трансе».
Он неудачлив в любви. В первом сезоне он влюблен в миссис Гидеон, но его попытки произвести на неё впечатление заканчиваются провалом. Говард утверждает, что у него «очень испанское» происхождение; Винс обычно возражает, что он «ясно, из Лидса». Несмотря на его нехватку успеха, он спокоен. Его попытки «замутить» с женщинами являются неуклюжими, в лучшем случае (чтобы произвести впечатление на двух электро-девочек, он говорит о скачках на дельфинах). Один раз в него влюбляется водяной гермафродит Старый Грегг. Он предлагает брак с Говардом, который соглашается из-за обещания Старого Грегга на живой тур, в обмен на «живой фанк».
В 3-м сезоне проблемы Говарда достигают критического уровня, когда оказалось, что он девственник. Позже в эпизоде Винс и Говард целуются (чтобы спасти Винсу жизнь), и Говард спешит объявить, что он теперь гей и любит Винса. Винс испуган, но он становится несколько ревнивым 5 секунд спустя, когда Говард начинает флиртовать с девочкой.
Говард полагает, что имеет темную, задумчивую, поэтическую сторону своей индивидуальности и имеет много артистических претензий, хотя почти все его артистические усилия оканчиваются ничем. Он однажды почти стал изданным автором, хотя он разрушил свои возможности, спускаясь в паранойю и тоску. Он одаренный музыкант, благодаря тому, что продал свою душу Духу Джаза, хотя Говард отказывается играть на инструментах, потому что Дух Джаза «проникает внутрь» него и заставляет его совершить смущающие действия. Винс говорит ему, что он похож «на временного заместителя учителя», и что он является «слишком белым», в то время как Старый Грегг говорит Говарду, что он слишком тверд «хлебная палочка» и не имеет никакого ритма.
В то время, как Винс всегда одевается очень безвкусно и модно, Говард склонен выглядеть неопрятным и потертым. Во втором сезоне мы узнаем, что Винс подстригает его волосы, пока Говард спит. Винс и другие персонажи обычно говорят, что его глаза маленькие, как у креветки или как глаза краба.
Говард может быть агрессивным, но когда сталкивающийся с проблемой, он склонен сворачиваться быстро. [1] Он вообще очень сердитый и расстроенный человек, и в то время как он ругает Винса за то, что он имеет чрезмерно солнечный взгляд на жизнь, он также полагается на Винса для эмоциональной поддержки. Говард часто рассматривает Винса как ученика, хотя лаконичный Винс вообще более удивлен чем оскорблен превосходящим отношением Говарда. Они постоянно дразнят друг друга, но есть глубокая связь между ними, и оба неоднократно демонстрировали, что рискнут жизнью, чтобы спасти друг друга от различных опасных ситуаций.

### Винс Нуар (Vince Noir)
Роль исполняет Ноэль Филдинг.
Он родился примерно в середине 1980-х и провел большую часть своего детства как сирота, воспитываемая в лесу Брайаном Ферри, а затем продолжил детство в Англии, где он оказывал поддержку Говарду Муну в начальной школе. Он покинул среднюю школу в свои подростковые годы, будучи убежденным Говардом работать в местном зоопарке.
Главная черта индивидуальности Винса — его смягченный взгляд на жизнь, он живет со спокойной непринужденностью, легко общаясь с окружающими. Умеет разговаривать с животными. Винс — часто причина их с Говардом приключений. Винс самовлюблен, внешность — большая его гордость, особенно волосы. Говард называет волосы Винса гривой.
Винс обычно соответствует определенным субкультурам, которые он считает модными. Мод, гот, панк соответствуют его андрогинной внешности. Винса часто принимают за женщину, многие персонажи зовут его женой Говарда или «подругой» (в эпизоде «Тундра» Диксон Бейнбридж говорит, что «Говард Мун и его уродливая подруга отсутствуют в зоопарке.»). Он считает, что приводит всех мужчин в замешательство, заставляет их спрашивать себя: «Это на самом деле мужчина или женщина?».
В третьем сезоне намекается на бисексуальные наклонности Винса. В первый раз они упоминаются в эпизоде «Путешествие к Центру Панка», когда его клетка мозга говорит Говарду, что он «может делать это со всеми, но на него что-то не стоит». Также несколько отсылок сделаны в эпизоде «Вечеринка», особенно когда он страстно целует Говарда, чтобы его не убил главный шаман Деннис.
Винс поклонник электро-музыки (а также Гэри Ньюмана, The Rolling Stones, панк-рока и глэм-рока (включая группу Kiss). Мик Джаггер — герой Винса). Он презирает джаз, а в одной из серий оказывается, что у него на джаз аллергия. Винс также увлеченный художник и романист, сочинил роман о «Чарли» и сам издал его (копии романа он оставлял в коробках из-под хлопьев в супермаркете).
В эпизоде «Фонтан молодости» выясняется, что Винс страдает клаустрофобией. В эпизоде «Зов Йети» упоминается, что Винс не умеет водить (хотя в эпизоде «Попутчик» он вел машину), а также называется причина возникновения его шрама на животе — как-то пьяным он заснул на выпрямителе для волос.
Дядя Винса — французский герцог.

### Набу (Naboo)
Роль исполняет Майкл Филдинг (Michael Fielding).
Набу — шаман со знанием магии; он также употребляет легкие наркотики и торгует ими. Член Совета Шаманов и, как многие из них, является алкоголиком и владельцем ковра-самолета. Его полное имя — Набулио Рандольф Роберди Поберди де Энигма. Набу, как все шаманы, чтобы преподать обидевшим его урок, поворачивается к ним спиной.
Набу родился в 16-м веке и жил на планете Ксуберон. Его по ошибке послал на Землю Король, чтобы защитить амулет Фонтана Молодости. Он стал торговцем наркотиками однажды в 1970-х. Затем продолжил работать продавцом в киоске магических штучек в зоопарке Англии. В это время он часто помогает Говарду и Винсу (например, когда Говарда преследует Дух Джаза, Набу спасает его, заманив дух в пылесос).
Набу покидает зоопарк, чтобы стать независимым шаманом.

### Болло (Bollo)
Роль исполняют Дэйв Браун (18 серий, 2003—2007), Питер Эллиотт (Peter Elliot) (5 серий, 2004).
Болло впервые появился в эпизоде «Jazz» радиошоу The Boosh в 2001 году. Затем он появился в сериях «Mutants», «Bollo» и «Electro» первого сезона телесериала Майти Буш, а начиная со второго сезона стал постоянным персонажем, талисманом Набу.
Болло — обезьяна, наделенная человеческими качествами, неумелая, но весьма сильная. У Болло очень близкие отношения с Винсом, что резко контрастирует с отношениями Болло и Говарда. Фирменная фраза Болло: «У меня нехорошее предчувствие». Он произносит её в каждой серии, начиная с «The Call of the Yeti» (рус. Зов Йети). По вторникам он работает диджеем в лондонском ночном клубе Fabric.
В эпизоде «Зов Йети» выясняется, что у Болло был брат Чинку, которого убил сам Болло за то, что тот хотел играть на краю леса.

### Боб Фоссил (Bob Fossil)
Роль исполняет Рич Фулчер (Rich Fulcher).
В первом сезоне он менеджер зоопарка и правая рука владельца Диксона Бейнбриджа. Он громок, нахален и обычно изображается как враг Говарда и Винса, часто пытаясь создать им проблемы, хотя при случае он выражает любовь к Винсу. Боб отчаянно подлизывается к Бейнбриджу и объявляет, что он очень интересуется Бейнбриджем. Если даже Бейнбридж бьет Фоссила в пах или ударяет кулаком его в лицо, Боб утверждает, что так они делают все время, и это способ показать привязанность.
Боб изображается как некомпетентный человек, например он не знает как набрать телефонный номер и называет диктофон говорящей коробкой. Он очень эмоциональный, он ужасно вопит. Хотя Боб главный хранитель зоопарка, он ничего не знает о животных. Он неспособен идентифицировать животных, о которых он, предположительно, заботится в зоопарке, даже относительно легких, таких, как слон (которого он называет «серым человеком, у которого нога на лице»), панды («темнокожие пятнистые китайские люди, которые едят палки») или медведь Иван («волосатый российский парень из ковра»). Также, в третьем сезоне, он врёт матери о том что находится во вьетнамском лагере.

## Регулярные персонажи
- Луна (The Moon), исполняет Ноэль Филдинг. Появляется в 12 эпизодах. Персонаж был создан Филдингом для его сольного стендап-шоу «Voodoo Hedgehog» (рус. Вуду-Ёжик) на Эдинбургском фестивале в 2002 году. Вдохновением послужил фильм 1902 года Путешествие на Луну. Луна всегда находится в хорошем настроении, говорит о себе, звёздах, планетах и других вещах, например, о том, что увидел человека с телескопом. Иногда Луна исполняет свои песни и читает стихи. У Луны есть свой веб-сайт — imthemoon.tv, созданный Ноэлем Филдингом и Nigel Coen.
- Тони Харрисон (Tony Harrison), исполняет Ноэль Филдинг. Появляется в 4 эпизодах. Розовый осьминог-шаман с грубым носовым восточно-лондонским акцентом. Он всегда улыбается, когда говорит; не переносит полёты на ковре-самолёте, обожает попперс и группу Fleetwood Mac. Женат, и часто упоминает о миссис Харрисон, хотя она ни разу не появилась в шоу. В 2008 году во время Future Sailors Tour было объявлено, что они расстались. Фирменная фраза Тони «Это безобразие!» (англ. This is an outrage!). В книге «The Mighty Book of Boosh» говорится, что Тони родом с той же планеты, что и Набу — Ксуберон, а также, что второе имя Тони — Йен.
- Дух джаза / Воющий Джимми Джефферсон (The Spirit of Jazz / Howlin' Jimmy Jefferson), исполняет Ноэль Филдинг. Джимми был известным джазовым музыкантом и жил на болотах штата Миссисипи. При жизни у него была чёрно-белая кожа и красные глаза, он носил белый костюм и цилиндр. Когда он понял, что умирает от «странной болотной лихорадки», то решил сделать последнюю запись — «Voodoo Scat», и смешать её с капелькой своей крови. После смерти Джимми стал Духом Джаза; он выглядит также, как и при жизни, но теперь обладает сверхъестественными способностями, позволяющими ему овладевать такими людьми, как Говард. Когда-то давно Дух заключил с ним сделку, по условиям которой Говард должен стать одним из величайших джазовых музыкантов. С тех пор каждый раз, когда Говард берет в руки инструмент, Дух Джаза овладевает им и заставляет делать «странные» вещи. Позже Говард заполучил запись «Voodoo Scat», а Винс съел её кусочек, что привело к тому, что одно из кровяных телец Джимми (так называемая «джазовая клетка») попыталось «взять верх» над телом Винса. Говард вместе с Лестером Корнкрэйком уменьшились и проникли в тело Винса, чтобы побороть «джазовую клетку», но лишь вытащили её с собой наружу, что привело к увеличению её размера. В итоге клетка была побеждена зараженной булавкой.
- Попутчик (The Hitcher), исполняет Ноэль Филдинг. Персонаж был создан в 1999 году для спектакля Autoboosh, затем появился в радиошоу в 2001 году и в трех эпизодах телесериала. Ноэль Филдинг признался, что этот персонаж частично основан на его собственном дедушке, и частично на Феджине, герое романа Чарльза Диккенса «Приключения Оливера Твиста». Попутчик — старый кокни с длинными седыми волосами, зелёной кожей, большой ментоловой конфетой «Polo» на левом глазу, цилиндром и в чёрно-красной одежде. При каждой встрече он угрожает Говарду и Винсу расправой. Его настоящее имя «Baboo Yagu» вероятно происходит от славянского Баба-Яга. Иногда появляется в обществе двух маленьких пухлых приспешников — близнецов Пайпер (The Piper Twins). Близнецы одеты почти как Попутчик, но носят длинные красные усы и котелки, вместо цилиндров.

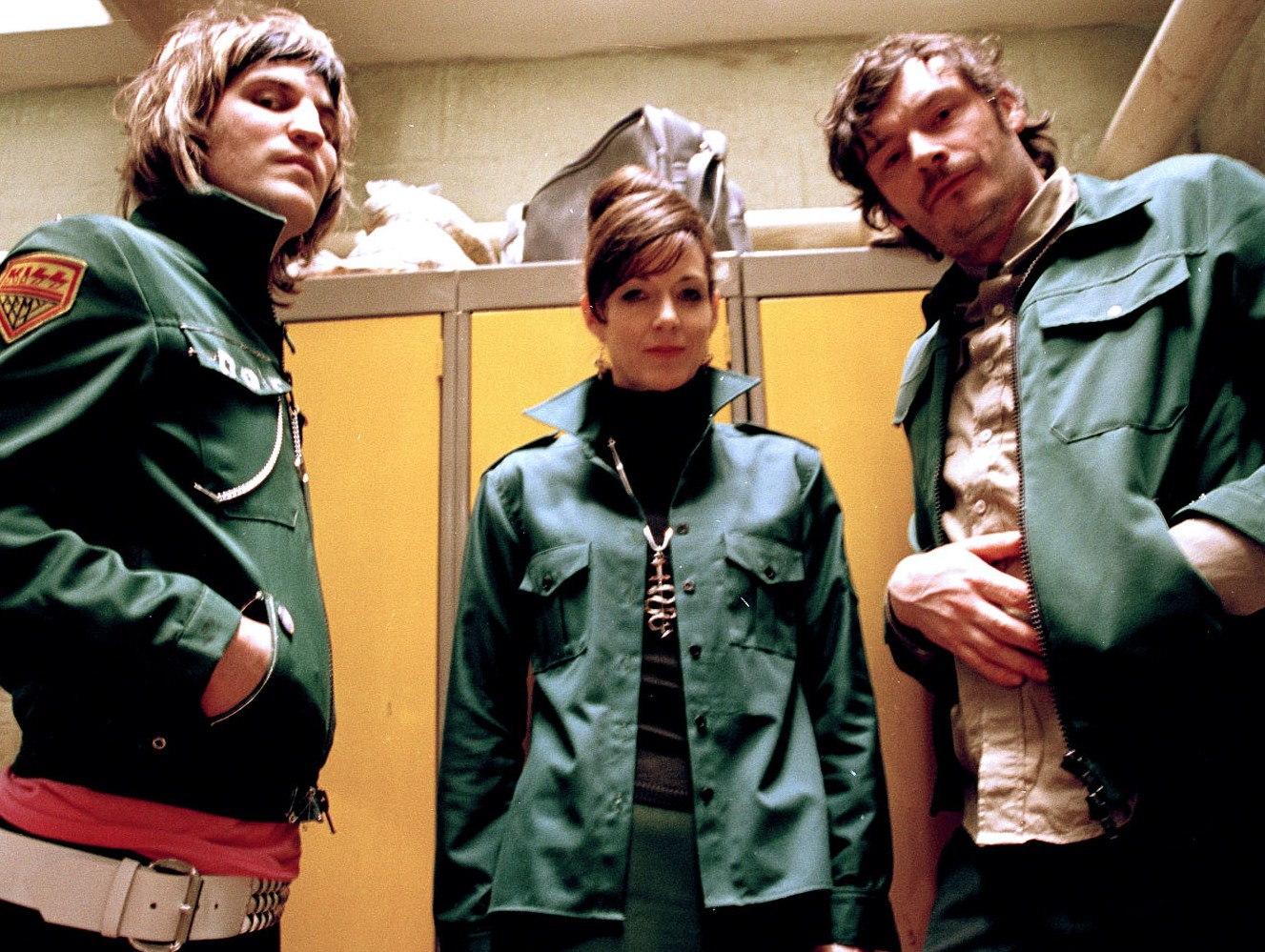
Виктория Уикс (Mrs. Gideon)

- Миссис Гидеон — возлюбленная Говарда Муна в первом сезоне. Роль исполняет Виктория Уикс (Victoria Wicks).
- Старый Грэгг (Old Gregg) — человек-рыба, который живет в Черном Озере и владеет фанком. В одной из серий влюбляется в Говарда, предлагает ему пожениться и создать фанковую группу. Роль исполняет Ноэль Филдинг.
- Лестер Корнкрэйк (Lester Corncrake) — слепой виниловый доктор, который является близким другом Говарда Муна, а также энергичным джазовым поклонником (появился в нескольких эпизодах третьего сезона). Роль исполняет Рич Фулчер. Он полагает, что является темнокожим. Его последнее появление — гость на дне рождения Говарда, где он по ошибке казнен главой шаманов Деннисом, затем изнасилован Тони Харрисоном.
- Диксон Бэйнбридж (Dixon Bainbridge) — самый знаменитый персонаж в зоопарке, даже Фоссил бегает за ним, чтобы выполнить любую его прихоть, за что получает подзатыльники. У Диксона есть усы в форме «подковы», из-за которых ему завидует Говард, куча заслуг, несмотря на то, что он злодей. Роль исполняет Мэтт Берри (Matt Berry) (в пилотной серии Бэйнбриджа играет Ричард Айоади (Richard Ayoade) так же известный по ситкому «Компьютерщики»).
- Деннис (Dennis) — верховный шаман. Роль исполняет Джулиан Бэррэтт. Женат на модели, занимающейся экстремальными видами спорта. Именно из-за него Винс поцеловал Говарда, чтобы спасти свою жизнь.
- Сабу (Saboo) — маг-шаман (исполняет Ричард Айоади (Richard Ayoade)). Появляется в третьем сезоне. Больше всего ему не нравится Набу. Состоит в шаманском совете.
- Кирк (Kirk Gaitskell-Kendrick) — маленький мальчик-шаман; известен как жестокий сексуально озабоченный маньяк в 6-м измерении. Также считается, что по части употребления наркотиков Кирк оставляет всех остальных шаманов позади.
- Лерой (Leroy)
- Rudi van DiSarzio - гитарист группы «Братья Бонго». Вместе с ударником Спайдером отправились в пустыню в надежде найти «новый звук».
- Tommy Nookah
- The Parka People

## Второстепенные персонажи
- Джоуи Мус / Джоуи Лось (Joey Moose), эпизоды «Killeroo» и «Mutants», исполняет Дэйв Браун. Австралийский работник Зоопарка, чья смерть сподвигла Говарда и Винса начать расследование экспериментов Бэйнбриджа.
- Чёрный Мороз (Black Frost), эпизод «Tundra», исполняет Дэйв Браун. Злое существо, обитающее в Арктике. Стреляет замораживающими лучами из своего гульфика. Хранитель яйца Монтумби, голубого кристалла. Убит полярным медведем, с которым подружился Винс.
- Смерть / Жнец Фил (Phil the Reaper), эпизод «Bollo», исполняет Ноэль Филдинг. Смерть пришедшая за душой Болло, но по ошибке забравшая Говарда.
- Песчаный Шторм — Джулиан Бэррэтт (эпизод «Фонтан Молодости»). Существо, которое должен был победить Винс, чтобы доказать предводителю аборигенов на Ксубероне, что он Избранный. Винс подружился с Штормом, подарив ему свои перчатки, и тот впоследствии спас Набу, Винса, Говарда и Болло от Злого Дерева.
- Хранитель зеркал — мужчина, состоящий из осколков стекла, хранитель Зеркальной комнаты, зеркала которой ведут в потусторонний мир. Роль исполняет Джулиан Бэррэтт.
- Брайан Ферри в эпизоде «Попутчик» является дядей Винса. Брайан — хранитель леса. Роль исполняет Джулиан Бэррэтт.
- Чума (Anthrax) — девушка гот в 3-м сезоне, исполняет Ди Плам (Dee Plume), участница группы Robots in Disguise. Она же играет мутантиху в первом сезоне, женщину, обклееную ракушками, в эпизоде «Легенда о Старом Грэгге», гитаристку (Neon) в эпизоде «Electro» и много всего.
- Холера (Ebola) — подруга Чумы, тоже гот, исполняет Сью Деним (Sue Denim), так же участница группы Robots in Disguise. Играет клавишницу (Ultra) вместе с Ди в эпизоде «Electro».
- Джонни «Две Шляпы» (Johnny Two Hats) — клавишник, автор песен и фирменного движения в группе Kraftwork Orange (эпизод «Electro»). Роль исполняет Дэн Кларк (Dan Clark) также известный по сериалу «Как не стоит жить». Покидает группу из-за незаладившихся отношений с её новым участником — Винсом. Носил сразу две шляпы, но после замечания, сделанного Винсом, стал носить сразу четыре.
- Томми — Смотритель Зоопарка (Zoo Keeper). Человек с сырной головой, герой Говарда. Мечтал о таком маленьком зоопарке, который смог бы уместиться внутри ключа. Роль исполняет Дин Митчел (Dean Mitchell).
- Хамилтон Корк (Hamilton Cork) в первом сезоне, появляется в роли издателя, который решает, стоит ли издавать книгу или нет, прочитав лишь одно предложение, за что его прозвали «Корк Одно Предложение». Роль исполняет Саймон Фарнаби (Simon Farnaby).
- Ланс Диор и Гарольд Бум (Lance Dior) — двойники Винса Нуара и Говарда Муна в 3-м сезоне, в эпизоде «The power of crimp». Исполняет Том Митен (Tom Meeten) и Саймон Фарнаби (Simon Farnaby).
- Полярный медведь (Polar Bear) — Peter Kyriacou
- Женщина из города одиноких женщин (Townswoman) — Люси Монтгомери (Lucy Montgomery)
- Jimmy the Reach — Olly Ralfe
- Старушка (Old Lady) — Джинн Мокфорд (Jeanne Mockford)
- Checkout Girl — Barunka O’Shaughnessy
- Business Gent — David Westlake
- Zookeeper — Emma Tomero
- Locksmith — Martin Trenaman
- Business Lady — Judith Milne
- Gurbachchan Singh — Гар Баччан Синх (Gurbachchan Singh)
- Monkey — Элис Лоу (Alice Lowe)
- John Nanatoo — Маргарет Джон (Margaret John)
- Король (The King) — правитель Ксуберона. Король решил сберечь талисман, ведущий к Фонтану Молодости, отдав на сохранение его «сильнейшему войну» Бану, но по ошибке отдал его Набу. Роль исполнил Николас Бёрнс (Nicholas Burns)
- Бану (Banoo) — воин, который должен был отправиться на Землю вместе с талисманом для его сохранения, но из-за опоздания Король по ошибке отдал талисман Набу. Роль исполнил Рамон Тикарам (Ramon Tikaram)
- Colin — Джеймс Бачман (James Bachman)
- Student Loans Officer — Douglas Charles-Riddler
- Student Loans Officer — Алан Дэй (Alan Day)
- Elsie — Claire Millan
- Man in Jacket — Уилл Борель (Will Borrell)
- Jackie — Ким Ноубл (Kim Noble)
- Micky Jizz — Stuart Silver
- Dick Brain Damage — Paul James
- Donnie Brain Damage — Neil Eldridge
- Donni — Стив Орам (Steve Oram)
- Fiver Borrower — Craig Seymour
- Methuselah — жена верховного шамана Денниса, модель, занимающаяся экстремальными видами спорта. Роль исполнила Долли Уэллс (Dolly Wells)
- Astrid — Дива Заппа (Diva Zappa)
- Ричард Гловер (Richard Glover)
- Sammy The Crab — Michael Bayliss
- Sammy The Crab — Майкл Фаукс (Michael Fowkes)
- Sammy The Crab — Ронни Ле Дрю (Ronnie Le Drew)
- Sammy The Crab — Стив Типлэди (Steve Tiplady)
- Адам Лири (Adam Leary) — играет сам себя

## Приглашенные звезды

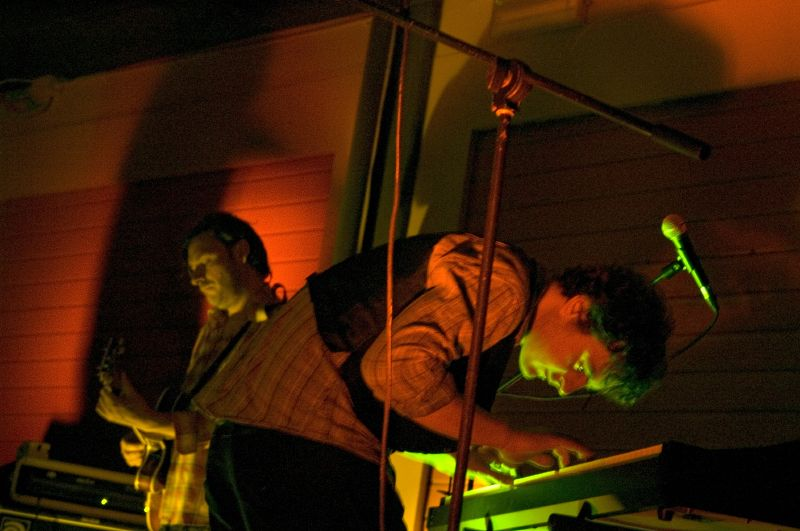
Ralfe Band

В сериал на эпизодические роли приглашались различные музыканты:
- Гэри Ньюман
- Роджер Долтри
- Группа Razorlight
- Гитарист Dirty Pretty Things Энтони Россомандо (Anthony Rossomando) в роли Pete Neon
- Дуэт Robots in Disguise: Dee Plume сыграла Anthrax и Neon, а Sue Denim — Ebola и Ultra.
- Группа The Horrors в роли группы «The Black Tubes»
- Дуэт Ralfe Band в роли «The Neville Brothers»